# Contulma lanceolata
Contulma lanceolata is een schietmot uit de familie Anomalopsychidae. De soort komt voor in het Neotropisch gebied.